# Sigtrygg Gnupasson
Sigtrygg Gnupasson fue un caudillo vikingo, rey de Dinamarca de la dinastía sueca Casa de Olaf, que gobernó en el siglo X, según Adán de Bremen y el rey danés Svend II de Dinamarca.
Sigtrygg era hijo del rey Gnupa y de su consorte Asfrid. Según el cronista Adán de Bremen, llegó a reinar durante el arzobispado de Hoger de Bremen (909-915/7). Sigtrygg se cita en dos de las piedras rúnicas de Sigtrygg erigidas en Schleswig por su madre Asfrid.
Basado en el testimonio del rey Svend II, Adán informa que antes de la muerte del arzobispo Hoger, Canuto Hardeknut depuso al joven monarca Sigtrygg. No obstante otras fuentes hablan del rey Chnuba (identificado con su padre Gnupa) todavía gobernando en 934, mientras que la saga Heimskringla del escaldo islandés Snorri Sturluson habla de un Gnupa derrotado por Gorm el Viejo. Adán menciona también la existencia de otros reyes daneses, lo que hace suponer que Dinamarca no era un reino del todo unificado.